# Sindaci di Mantova
Di seguito l'elenco cronologico dei sindaci di Mantova e delle altre figure apicali equivalenti che si sono succedute nel corso della storia.

## Regno napoleonico d'Italia (1805-1814)
| Periodo | Periodo | Primo cittadino         | Partito | Carica  | Note                                      |
| ------- | ------- | ----------------------- | ------- | ------- | ----------------------------------------- |
| 1807    | 1811    | Michele Cantoni         |         | podestà | nominato primo podestà da Napoleone       |
| 1811    | 1815    | Tullo Guerrieri Gonzaga |         | podestà | Cavaliere dell'Ordine della Corona ferrea |

## Regno Lombardo-Veneto (1815-1866)
| Periodo | Periodo | Primo cittadino          | Partito | Carica  | Note                                                                        |
| ------- | ------- | ------------------------ | ------- | ------- | --------------------------------------------------------------------------- |
| 1816    | 1823    | Antonio Guidi di Bagno   |         | podestà |                                                                             |
| 1823    | 1825    | Francesco d'Arco         |         | podestà |                                                                             |
| 1825    | 1843    | Antonio Guidi di Bagno   |         | podestà | divenne podestà per la seconda volta                                        |
| 1844    | 1846    | Ippolito Cavriani        |         | podestà |                                                                             |
| 1847    | 1848    | Carlo d'Arco             |         | podestà |                                                                             |
| 1849    | 1849    | Giuseppe Berra-Centurini |         | podestà |                                                                             |
| 1849    | 1854    | Annibale Cavriani        |         | podestà |                                                                             |
| 1854    | 1856    | Rinaldo Castiglioni      |         | podestà |                                                                             |
| 1857    | 1859    | Antonio Pernetti         |         | podestà | la carica di podestà rimase successivamente vacante fino al 1º gennaio 1861 |
| 1861    | 1861    | Alessandro Comini        |         | podestà |                                                                             |
| 1861    | 1866    | Galeazzo Guidi di Bagno  |         | podestà |                                                                             |

## Regno d'Italia (1861-1946)
| Sindaci nominati dal governo (1861-1889)                   | Sindaci nominati dal governo (1861-1889)      | Sindaci nominati dal governo (1861-1889) | Sindaci nominati dal governo (1861-1889) | Sindaci nominati dal governo (1861-1889) | Sindaci nominati dal governo (1861-1889) |
| Nominativo                                                 | Nominativo                                    | Partito                                  | Partito                                  | Mandato                                  | Mandato                                  |
| Nominativo                                                 | Nominativo                                    | Partito                                  | Partito                                  | Inizio                                   | Fine                                     |
| ---------------------------------------------------------- | --------------------------------------------- | ---------------------------------------- | ---------------------------------------- | ---------------------------------------- | ---------------------------------------- |
|                                                            | Ercole Magnaguti                              |                                          | Sinistra storica                         | 1868                                     | 1881                                     |
| 1885                                                       | Ercole Magnaguti                              | 1889                                     | Sinistra storica                         |                                          |                                          |
| Sindaci eletti dal Consiglio comunale (1889-1927)          |                                               |                                          |                                          |                                          |                                          |
| Nominativo                                                 | Nominativo                                    | Partito                                  | Partito                                  | Mandato                                  | Mandato                                  |
| Nominativo                                                 | Nominativo                                    | Partito                                  | Partito                                  | Inizio                                   | Fine                                     |
|                                                            | Cesare Menghini                               |                                          | Sinistra storica                         | 25 novembre 1889                         | 18 dicembre 1892                         |
|                                                            | Fermo Rocca                                   |                                          | Sinistra storica                         | 1893                                     | 1895                                     |
|                                                            | Andrea Botturi                                |                                          | Sinistra storica                         | 2 maggio 1895                            | 30 settembre 1899                        |
|                                                            | Ugo Scalori                                   |                                          | Partito Radicale Italiano                | 27 giugno 1900                           | 16 settembre 1906                        |
|                                                            | Francesco Sartoretti                          |                                          | Partito Radicale Italiano                | 4 febbraio 1907                          | 23 febbraio 1909                         |
|                                                            | Riccardo Cristofori                           |                                          | Partito Radicale Italiano                | 12 giugno 1909                           | 14 giugno 1914                           |
|                                                            | Arnaldo Cerato                                |                                          | Partito Radicale Italiano                | 1914                                     | 1919                                     |
|                                                            | Alberto Cian (Commissario prefettizio)        | –                                        | –                                        | 1919                                     | 1920                                     |
|                                                            | Virgilio Coppi                                |                                          | Partito Socialista Italiano              | 1920                                     | 1921                                     |
|                                                            | Filoteo Lozzi (Commissario prefettizio)       | –                                        | –                                        | 1921                                     | 1922                                     |
|                                                            | Alessandro Saporiti (Commissario prefettizio) | –                                        | –                                        | 1922                                     | 1923                                     |
|                                                            | Cesare Genovesi (Commissario prefettizio)     | –                                        | –                                        | 1923                                     | 1923                                     |
| Cesare Genovesi                                            |                                               | Partito Nazionale Fascista               | 1923                                     | 1927                                     |                                          |
| Podestà nominati dal governo (1927-1945)                   |                                               |                                          |                                          |                                          |                                          |
| Nominativo                                                 | Nominativo                                    | Partito                                  | Partito                                  | Mandato                                  | Mandato                                  |
| Nominativo                                                 | Nominativo                                    | Partito                                  | Partito                                  | Inizio                                   | Fine                                     |
|                                                            | Gino Maffei                                   |                                          | Partito Nazionale Fascista               | 1927                                     | 1929                                     |
|                                                            | Ettore Parmeggiani                            |                                          | Partito Nazionale Fascista               | 1929                                     | 1933                                     |
|                                                            | Giulio Schiavi                                |                                          | Partito Nazionale Fascista               | 1933                                     | 1938                                     |
|                                                            | Gaetano Spiller                               |                                          | Partito Nazionale Fascista               | 1939                                     | 1944                                     |
|                                                            | Alfonso Perrotti                              |                                          | Partito Nazionale Fascista               | 1944                                     | 1945                                     |
| Sindaci del periodo costituzionale transitorio (1945-1946) |                                               |                                          |                                          |                                          |                                          |
| Nominativo                                                 | Nominativo                                    | Partito                                  | Partito                                  | Mandato                                  | Mandato                                  |
| Nominativo                                                 | Nominativo                                    | Partito                                  | Partito                                  | Inizio                                   | Fine                                     |
|                                                            | Carlo Camerlenghi                             |                                          | Partito Socialista Italiano              | 1945                                     | 1946                                     |

## Repubblica Italiana (dal 1946)
| Sindaci eletti dal Consiglio comunale (1946-1995)    | Sindaci eletti dal Consiglio comunale (1946-1995) | Sindaci eletti dal Consiglio comunale (1946-1995) | Sindaci eletti dal Consiglio comunale (1946-1995) | Sindaci eletti dal Consiglio comunale (1946-1995) | Sindaci eletti dal Consiglio comunale (1946-1995) | Sindaci eletti dal Consiglio comunale (1946-1995) | Sindaci eletti dal Consiglio comunale (1946-1995) | Sindaci eletti dal Consiglio comunale (1946-1995) |
| Nominativo                                           | Nominativo                                        | Partito                                           | Partito                                           | Partito                                           | Partito                                           | Mandato                                           | Mandato                                           | Elezione                                          |
| Nominativo                                           | Nominativo                                        | Partito                                           | Partito                                           | Partito                                           | Partito                                           | Inizio                                            | Fine                                              | Elezione                                          |
| ---------------------------------------------------- | ------------------------------------------------- | ------------------------------------------------- | ------------------------------------------------- | ------------------------------------------------- | ------------------------------------------------- | ------------------------------------------------- | ------------------------------------------------- | ------------------------------------------------- |
|                                                      | Giuseppe Rea                                      |                                                   | Partito Comunista Italiano                        | Partito Comunista Italiano                        | Partito Comunista Italiano                        | 1946                                              | 1951                                              | Elezione 1946                                     |
| 1951                                                 | Giuseppe Rea                                      | 1955                                              | Partito Comunista Italiano                        | Partito Comunista Italiano                        | Partito Comunista Italiano                        | Elezione 1951                                     |                                                   |                                                   |
|                                                      | Pietro Denicolai                                  |                                                   | Partito Comunista Italiano                        | Partito Comunista Italiano                        | Partito Comunista Italiano                        | Elezione 1951                                     | 1955                                              | 1956                                              |
|                                                      | Eugenio Dugoni                                    |                                                   | Partito Socialista Italiano                       | Partito Socialista Italiano                       | Partito Socialista Italiano                       | 1956                                              | 1960                                              | Elezione 1956                                     |
|                                                      | Luigi Grigato                                     |                                                   | Partito Socialista Italiano                       | Partito Socialista Italiano                       | Partito Socialista Italiano                       | 1960                                              | 1964                                              | Elezione 1960                                     |
| 1965                                                 | Luigi Grigato                                     | 1970                                              | Partito Socialista Italiano                       | Partito Socialista Italiano                       | Partito Socialista Italiano                       | Elezione 1964                                     |                                                   |                                                   |
| 1970                                                 | Luigi Grigato                                     | 1973                                              | Partito Socialista Italiano                       | Partito Socialista Italiano                       | Partito Socialista Italiano                       | Elezione 1970                                     |                                                   |                                                   |
|                                                      | Gianni Usvardi                                    |                                                   | Partito Socialista Italiano                       | Partito Socialista Italiano                       | Partito Socialista Italiano                       | Elezione 1970                                     | 1973                                              | 1975                                              |
| 1975                                                 | Gianni Usvardi                                    | 1980                                              | Partito Socialista Italiano                       | Partito Socialista Italiano                       | Partito Socialista Italiano                       | Elezione 1975                                     |                                                   |                                                   |
| 1980                                                 | Gianni Usvardi                                    | 1985                                              | Partito Socialista Italiano                       | Partito Socialista Italiano                       | Partito Socialista Italiano                       | Elezione 1980                                     |                                                   |                                                   |
|                                                      | Vladimiro Bertazzoni                              |                                                   | Partito Socialista Italiano                       | Partito Socialista Italiano                       | Partito Socialista Italiano                       | 25 settembre 1985                                 | 6 agosto 1990                                     | Elezione 1985                                     |
|                                                      | Sergio Genovesi                                   |                                                   | Partito Socialista Italiano                       | Partito Socialista Italiano                       | Partito Socialista Italiano                       | 6 agosto 1990                                     | 15 aprile 1993                                    | Elezione 1990                                     |
|                                                      | Claudia Corradini                                 |                                                   | Partito Repubblicano Italiano                     | Partito Repubblicano Italiano                     | Partito Repubblicano Italiano                     | 15 aprile 1993                                    | 8 maggio 1995                                     | Elezione 1990                                     |
| Sindaci eletti direttamente dai cittadini (dal 1995) |                                                   |                                                   |                                                   |                                                   |                                                   |                                                   |                                                   |                                                   |
| Nominativo                                           | Nominativo                                        | Partito                                           | Partito                                           | Coalizione                                        | Coalizione                                        | Mandato                                           | Mandato                                           | Elezione                                          |
| Nominativo                                           | Nominativo                                        | Partito                                           | Partito                                           | Coalizione                                        | Coalizione                                        | Inizio                                            | Fine                                              | Elezione                                          |
|                                                      | Chiara Pinfari                                    |                                                   | Partito Popolare Italiano                         |                                                   | PDS-PPI-PRI-AD-PS-FdV-La Rete                     | 8 maggio 1995                                     | 15 settembre 1995                                 | Elezione 1995                                     |
|                                                      | Raffaele Pisasale (Commissario prefettizio)       | –                                                 | –                                                 | –                                                 | –                                                 | 15 settembre 1995                                 | 24 giugno 1996                                    | –                                                 |
|                                                      | Gianfranco Burchiellaro                           |                                                   | Partito Democratico della Sinistra                |                                                   | PDS-PPI-Civiche                                   | 24 giugno 1996                                    | 30 aprile 2000                                    | Elezione 1996                                     |
|                                                      | Gianfranco Burchiellaro                           | Democratici di Sinistra                           |                                                   | DS-PdCI-FdV-L. civiche                            | 30 aprile 2000                                    | 19 aprile 2005                                    | Elezione 2000                                     |                                                   |
|                                                      | Fiorenza Brioni                                   |                                                   | Partito Democratico                               |                                                   | PD-PdCI-FdV-IdV                                   | 19 aprile 2005                                    | 13 aprile 2010                                    | Elezione 2005                                     |
|                                                      | Nicola Sodano                                     |                                                   | Il Popolo della Libertà                           |                                                   | PdL-LN-PRI                                        | 13 aprile 2010                                    | 15 giugno 2015                                    | Elezione 2010                                     |
|                                                      | Mattia Palazzi                                    |                                                   | Partito Democratico                               |                                                   | PD-SEL-UdC-L. civiche                             | 15 giugno 2015                                    | 23 settembre 2020                                 | Elezione 2015                                     |
| PD-IV-L. civiche                                     | Mattia Palazzi                                    | 23 settembre 2020                                 | Partito Democratico                               | in carica                                         | Elezione 2020                                     |                                                   |                                                   |                                                   |